# Schneeball (gastronomia)
La schneeball (pl. schneeballen) è un dolce tedesco. Il suo nome, che in tedesco significa "palla di neve", è dovuto alla sua forma tondeggiante e al bianco dello zucchero a velo di cui è ricoperto.

## Storia
Secondo una tradizione, le schneeballen furono inventate a Rothenburg ob der Tauber durante il Medioevo e venivano servite durante i matrimoni e altre occasioni speciali. Questi dolci vengono citati in diversi tomi storici, secondo i quali erano diffusi nell'Hohenlohe, in Franconia e in Austria durante il Settecento, così come in un ricettario di Katharina Prato, in cui viene riportato che le schneeballen fossero anche chiamate maulkörbe ("museruole"). Oggi le schneeball sono popolari in diverse città tedesche fra cui la già citata Rothenburg, Feuchtwangen e Dinkelsbühl e in Austria, ove possono essere acquistate nelle panetterie, nei bar e nelle pasticcerie, e sono un souvenir apprezzato dai turisti.

## Caratteristiche e preparazione

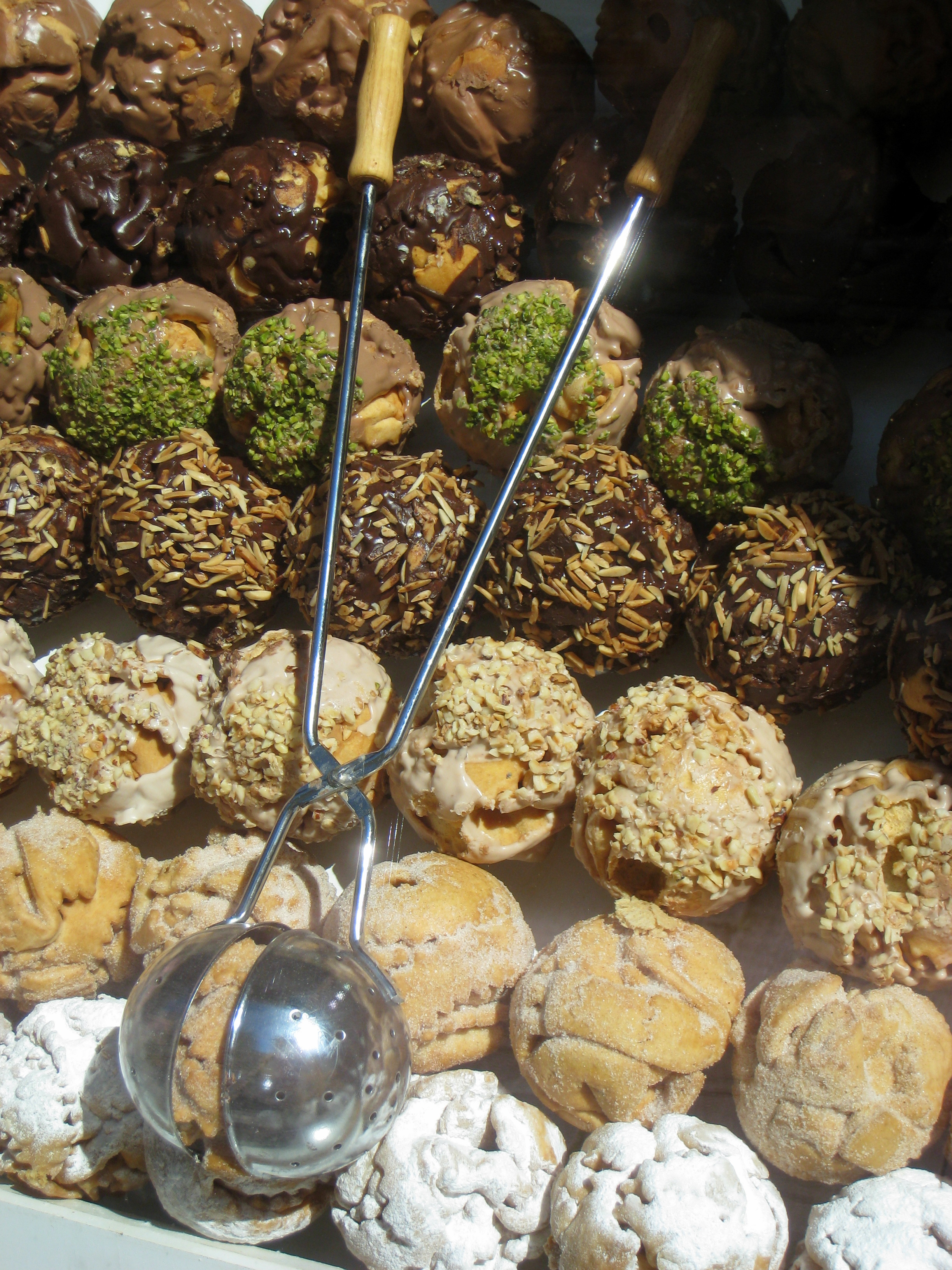
Varie schneball

La schneeball è una pallina di pasta frolla ricoperta di zucchero a velo del diametro di circa 10 centimetri. Tale dolce ha una lunga durata di conservazione e può essere consumato entro un massimo di otto settimane senza essere refrigerato. Dopo aver creato un impasto a base di farina, uova, zucchero, burro e brandy di prugne o vino, bisogna appiattirlo e inciderlo con una rotella dentellata. Dopo aver creato una matassa con le strisce di sfoglie con l'ausilio di un cucchiaio di legno, friggere la schneeball nell'olio di semi di arachidi fino a doratura, insaporirla con della crema dolce e ricoprirla di zucchero a velo. Le schneeball sono ideali da accompagnare con il succo di frutta o chadeau di vino. Esistono varianti del dolce al gusto di noci, vaniglia e marzapane.